# Háj pred Teplou dolinou
Háj pred Teplou dolinou je zrušený chráněný areál v katastrálním území obce Liptovská Osada v okrese Ružomberok v Žilinském kraji na Slovensku. Chráněné území bylo vyhlášeno v roce 1975 a jeho rozloha byla 0,2 hektaru. Předmětem ochrany byl háj vysazený 28. října 1928 k desátému výročí vzniku Československé republiky v místech, kde byla v době slovenského národního povstání umístěna dělostřelecká baterie kapitána Mičušíka. Ostřelovali ji němečtí letci v poslední den odporu 27. října 1944. Chráněný areál byl zrušen k 1. lednu 2024 a jeho území se stalo součástí zón národního parku Velká Fatra.